# Bazgalji
Bazgalji (en italien : Basgali) est une localité de Croatie située en Istrie, dans la municipalité de Gračišće, dans le comitat d'Istrie. En 2001, la localité comptait 233 habitants.

## Démographie
| 1948 | 1953 | 1961 | 1971 | 1981 | 1991 | 2001 |
| ---- | ---- | ---- | ---- | ---- | ---- | ---- |
| 405  | 376  | 320  | 299  | 264  | 246  | 233  |